# Kevqube
Kevqube (bürgerlich Kevin Stäger), ehemals auch Fat-K genannt, ist ein Schweizer House-/Techno-DJ und Musikproduzent aus Bern.
Die Passion für Elektronische Tanzmusik entwickelte er in seiner Jugend, als er im Jugendraum mit dem Auflegen anfing. An seinem ersten Club-Auftritt machte er Bekanntschaft mit dem DJ-Duo Flava & Stevenson, mit denen es nachfolgend zu zahlreichen Kollaborationen kam. Der gelernte Informatiker veröffentlicht diverse Musikwerke auch unter dem Pseudonym Nik Marten.

## Musikalische Laufbahn
Ab 2012 veröffentlichte Kevin Stäger, damals noch unter dem Namen Fat-K diverse Musikwerke. 2013 wurde er auf der Schweizer Hitparade für die Single Good Time die durch Zusammenarbeit mit Flava & Stevenson entstand, mit einer goldenen Schallplatte ausgezeichnet. Ab 2015 veröffentlichte er seine Werke unter dem Namen Kevqube und diversen anderen Pseudonymen und remixte als Nik Marten unter anderem auch Werke für bekannte Künstler wie Christopher S. Seine Titel wurden in diversen Musikalben und Kompilationen veröffentlicht.

## Diskografie

### Singles und EPs
- 2020: Luminosity (als Fat-K)
- 2020: Jansky (als Fat-K)
- 2019: Meropis (als Kevqube)
- 2019: Jungle District (als Kevqube)
- 2018: Sunet (als Kevqube)
- 2015: Rejoin (als Kevqube)
- 2015: Clustered (als Nik Marten)
- 2014: Backflash (als Fat-K)

### Kollaborationen
- 2016: Kick It (Flava & Stevenson feat. Kevqube)
- 2014: Monimo (Flava & Stevenson feat. Fat-K & FreeG)
- 2013: No Money (Flava & Stevenson feat. Fat-K)
- 2012: Good Time (Flava & Stevenson feat. Fat-K & FreeG)
- 2012: Rio de Janeiro (Flava & Stevenson feat. Fat-K & Cesca Lara)

### Remixe
- 2015: No Place Like Home (Nik Marten & Zane Hadwin Remix)
- 2015: Come With Me (Nik Marten & Zane Hadwin Remix)
- 2015: Will I Ever Know (Fat-K & Denostra Remix)
- 2013: Love a Paris (Fat-K & Mark Main Remix)

### Kompilationen
- 2014: Summer Club Dance 2014 (als DJ Fat-K)

### Erscheinungen in Kompilationen und Musikalben
- Future Soundz Deep (Future Soundz Deep)
- Fuck The DJ! Gold Edition (K-tel International)
- Paris Mystic House (Toubkal Records)
- Greetings from Ibiza (Decadancia)
- Summer Dance Hits 2015 (Domestic Division)
- The Annual Ibiza (Sa Trincha Recordings)
- Winter Club Dance 2015 (Bow Bowah Records)
- Quantum of Dance (Studioalbum, Flava & Stevenson)
- No Attention Trax (No Attention Trax)
- Rhythm of Miami (XDEEE Recordings)
- Saint Tropez House (Sa Trincha Recordings)
- Dynamic (Studioalbum, Flava & Stevenson)
- DJ’s Choise: Beste Electronic Lounge (Bootleg Beats Records)
- Yellow (Studioalbum, Flava & Stevenson)
- All Day Long House (Manholding Venture Records)
- White (Studioalbum, Flava & Stevenson)